# Eduard Graf Taaffe
Eduard Graf Taaffe, 11º Visconde Taaffe e Barão de Ballymote (Conde Eduard Franz Joseph von Taaffe, Viena, 24 de fevereiro de 1833 - Ellichau, Nalžovské Hory, 29 de novembro de 1895) foi um estadista austríaco.

## Histórico familiar
Eduard Taaffe era o segundo filho do Conde Ludwig Patrick Taaffe (1791-1855), um distinto homem público quem fora ministro da justiça em 1848 e presidente da corte de apelações. Ainda criança, Taaffe foi uma das companhias escolhidas pelo jovem arqueduque, mais tarde imperador, Francis Joseph. Em 1852 ele entrou para o serviço público.
Com a morte de seu irmão mais velho, Charles (1823-1873), um coronel no exército austríaco, Taaffe sucedeu aos títulos austríacos e irlandeses. Casou-se em 1862 com a Condessa Irma Tsaky, com a qual teve quatro filhas e um filho, Henry.

## Envolvimentos com a política
Em 1867, Taaffe tornou-se governador da Alta Áustria, e o imperador ofereceu-lhe o posto de ministro do interior na administração de Beust. Em junho ele se tornou vice-presidente do ministério e no final do ano entrou como primeiro-ministro da recém organizada porção austríaca da monarquia. Pelos próximos anos ele tomou partes importantes nas confusas mudanças políticas e provavelmente mais que qualquer outro político, representava os interesses do imperador.
Taaffe entrara para o ministério como membro do Partido Liberal da Alemanha, mas logo assumiu uma posição intermediária entre a maioria liberal do ministério de Berger e o partido que desejava emendas federalistas para a constituição e que era fortemente apoiada pela corte.
De setembro de 1868 até janeiro de 1870, depois da aposentadoria de Auersperg, ele foi presidente de gabinete. Em 1870, o governo rachou na questão da revisão da constituição: Taaffe com Potocki e Berger queriam fazer algumas concessões aos federalistas; a maioria liberal queria preservar a autoridade do Reichsrat. Os dois partidos apresentaram um memorando ao imperador, cada um defendendo seus pontos de vista e oferecendo suas resignações: depois de hesitações, o imperador aceitou a política da maioria, e Taaffe com seus colegas resignaram.

## Segundo termo
Os liberais, no entanto, falharam em conduzir o governo ao que as representações da maioria dos territórios recusaram-se a aparecer no Reichsrat: eles resignaram e no mês de abril, Potocki e Taaffe retornaram aos respectivos cargos. Mais tarde falharam na tentativa de chegar a um entendimento com os tchecos, e de seu lado tendo que dar espaço para o cargo clerical e federalista de Hohenwart. Taaffe se tornou então governador de Tyrol, mas mais uma vez durante o racha do governo liberal de 1879 ele foi chamado ao antigo cargo. Num primeiro momento tentou encaminhar o governo sem mudanças de princípios, mas logo se viu necessitado de um entendimento com os partidos feudais e federais. Era, então, responsável pela condução de negociações nas quais nas eleições daquele ano deram maioria a grupos diferentes da oposição nacional e clerical. Em Julho se tornou ministro-presidente: no começo tendo continuado a governar com os liberais, logo se viu impossibilitado de tanto e obrigado a dar suporte aos conservadores.

### Reforma eleitoral de 1882
Conde Taaffe é muito lembrado por sua reforma eleitoral de 1882 que reduziu a base de taxação requerida dos homens acima de 24 anos para votarem para 5 guilderes. Antes desta reforma, a base de taxação era formulada localmente, mas normalmente em níveis altos, incluindo assim apenas 6% da população masculina de Cisleithania. No entanto, mesmo depois de sua reforma, havia ainda quatro classes de votantes cujos votos contavam diferentemente dependendo de quanto imposto o indivíduo estava pagando.
A próxima reforma eleitoral seria decretada em 1896 por Kasimir Felix Graf Badeni que teve sucesso em decretar reformas mais radicais que Taaffe.

### Política em relação às nacionalidades
Fora sua grande conquista que persuadiu os Tchecos a abandonar a política de abstenções e tomar parte no parlamento. Sua maioria dependia destes, dos poloneses e dos clericais. Sua intenção declarada era de unificar as nacionalidades da Áustria: alemães, eslavos eram, como dizia, igualmente partes integrais da Áustria; nenhum deles precisava ser oprimido; ambos deveriam se unir para formar um parlamento austríaco. A despeito da crescente oposição do liberais alemães, que se recusavam a aceitar a igualdade de nacionalidades, Taaffe manteve suas posições por 13 anos.

## O caráter de Taaffe e seus julgamentos
Não sendo um estadista criativo, Taaffe tinha uma capacidade singular na administração de homens. Fraco enquanto orador, tinha em sua vida privada uma polidez de humor que denotava sua ancestralidade irlandesa. Por debaixo de um aparente cinismo e frivolidade, Taaffe escondia um forte sentimento patriota por seu país e lealdade ao imperador. Não foi pouco proveitoso para ambos que durante tanto tempo ele se manteve em harmonia com as duas partes da monarquia e preseravava o governo constitucional na Áustria. As necessidades da situação parlamentar compeliu-o algumas vezes a ir além para atender as demandas dos conservadores e tchecos do que provavelmente gostaria, mas era essencialmente um oportunista. De modo algum um homem de partido, ele reconhecia que o governo deveria ser conduzido e se importava pouco com que ajuda partidária necessitaria para tanto.

## Últimos anos
Em 1893 ele foi derrotado numa proposta pela revisão do direito ao voto, e resignou. Ele então se retirou na vida privada e morreu dois anos depois em sua casa de campo, Ellerschau, na Bohemia.